# Vityaz (1862)
Pour les articles homonymes, voir Vityaz (homonymie).

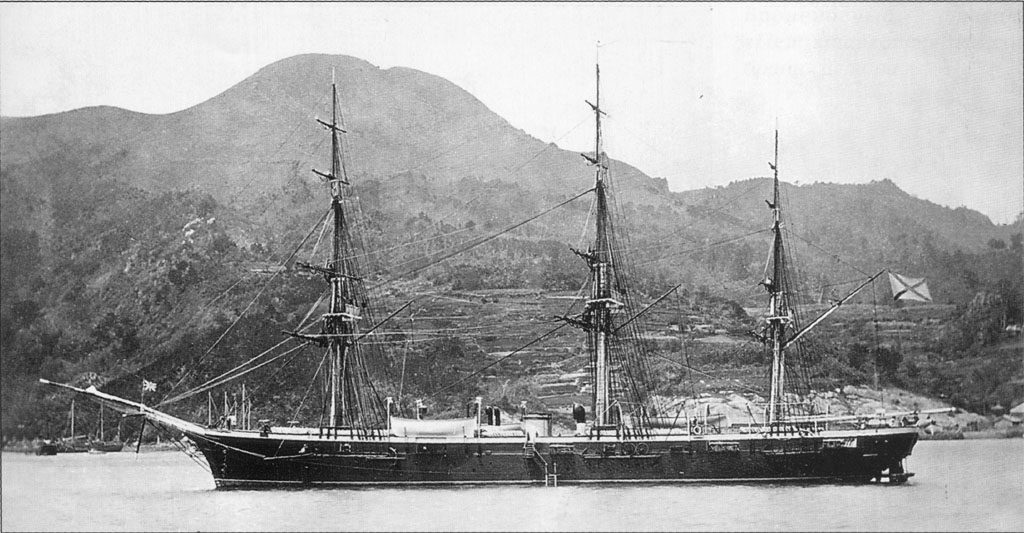
La corvette Vityaz.

La Vityaz est une corvette à voiles et à hélice de la Marine impériale de Russie. Avec à son bord le célèbre ethnographe, anthropologue, biologiste et voyageur russe Nikolaï Mikloukho-Maklaï (1846-1888), cette corvette effectua deux tours du monde (1870-1883-1885).

## Historique
En 1870, placée sous le commandement du capitaine Pavel Nikolaïevitch Nazimov (1829-1902, la Vityaz quitta le port de Saint-Pétersbourg afin de remplir une mission militaire de cartographie. Après avoir traversé l'océan Atlantique, la corvette passa le détroit de Magellan et atteignit la Nouvelle-Guinée. Sur la côte nord de cette île, l'illustre ethnographe, anthropologue et biologiste Nikolaï Mikloukho-Maklaï débarqua, durant deux années, il étudia la vie, les coutumes, les rites religieux des autochtones de cette région du monde (les Papous). La Vityaz continua son voyage, elle longea les côtes du Japon, de la Chine, de l'Inde. La corvette se rendit également dans la péninsule Arabique, en empruntant le canal de Suez, elle traversa la mer Méditerranée, après un passage par le détroit de Gibraltar, elle traversa la Manche pour enfin accoster à Kronstadt, la Vityaz acheva ainsi son premier tour du monde.

### LeSkobelev
En 1882, la corvette se vit attribuer le nom de Skobelev en l'honneur du défunt général Mikhaïl Skobelev (1843-1882) surnommé le « Général Blanc », en raison de sa participation aux combats habillé d'un uniforme blanc et monté sur un cheval blanc. Entre 1883 et 1885, le Skobelev effectua son second tour du monde avec, à nouveau, à son bord, Nikolaï Mikloukho-Maklaï, celui-ci se rendit à Batavia (aujourd'hui Jakarta).
En 1895, le Skobelev devenu un navire obsolète fut détruit.

### Sources
- (ru) Cet article est partiellement ou en totalité issu de l’article de Wikipédia en russe intitulé « Витязь (корвет, 1862) » (voir la liste des auteurs).